# Summer World University Games 2029
Die Summer World University Games 2029 (zu deutsch Welt-Universitätsspiele 2029) sind die 35. Sommerausgabe der zweijährlichen Welthochschulspiele unter der Regie der internationalen Universitätssport-Föderation FISU und sollen vom 11. Juli bis zum 22. Juli 2029 in den Städten des Research Triangles im Bundesstaat North Carolina in den USA stattfinden.
Es sind die zweiten Sommerspiele in den USA nach Buffalo 1993.

## Vergabe
Die Vergabe erfolgte am 10. Januar 2023 während der Winter World University Games in Lake Placid. North Carolina war der einzige Bewerber. Zuvor war man der südkoreanischen Region Chungcheong-do bei der Vergabe der Spiele 2027 unterlegen.

## Sportarten und Wettkampfstätten
Die FISU gibt für das Programm der Sommerspiele im Hochschulsport insgesamt 15 Kernsportarten vor. Zusätzlich kann das ausrichtende Komitee aus dem Programm weiterer über die FISU organisierten Unisportarten optionale Turniere wählen. Um die Belastung für die Ausrichterstädte gleichbleibend zu halten, wurde eine Beschränkung auf maximal drei zusätzliche Sportarten eingeführt.
Kernsportarten, durch die FISU vorgegeben:
- Badminton (6)
- Basketball (2)
- Bogenschießen (10)
- Fechten (12)
- Geräteturnen (14)
- Judo (15)
- Leichtathletik (51)
- Rhythmische Sportgymnastik (8)
- Schwimmen (42)
- Taekwondo (23)
- Tennis (7)
- Tischtennis (7)
- Volleyball (2)
- Wasserball (2)
- Wasserspringen (13)

Zusätzliche Sportarten, durch die Veranstalter ausgewählt:
- Baseball (1)
- Siebener Rugby (2)
- Softball (2)

Baseball kehrt zum siebten Mal zurück zur Sommer-Universiade, nachdem es zuletzt 2017 ausgetragen wurde. Die verwandte Sportart Softball wird zum ersten Mal ausgetragen. Rugby wurde bereits 2013 und 2019 ausgetragen.

### Austragungsstätten
Die Wettkampfstätten verteilen sich auf fünf Cluster rund um die drei Namensgeber des Research Triangle (deutsch: Forschungsdreick) Raleigh, Durham, Chapel Hill, die Raleigher Vorstadt Cary und die nahegelegene Metropolregion Greensboro.
| Stadt       | Wettkampfstätte                        | Disziplin                    |
| ----------- | -------------------------------------- | ---------------------------- |
| Carry       | Cary Tennis Park                       | Tennis                       |
| Carry       | Triangle Aquatic Center                | Wasserball                   |
| Carry       | USA Baseball National Training Complex | Baseball (Vorrunden)         |
| Carry       | WakeMed Soccer Park                    | Rugby-Sevens                 |
| Chapel Hill | Boshamer Stadium                       | Baseball (Vorrunden)         |
| Chapel Hill | Carmichael Arena                       | Volleyball (Vorrunden)       |
| Chapel Hill | Dean Smith Center                      | Volleyball (Finale)          |
| Chapel Hill | Kenan Memorial Stadium                 | Eröffnungs- und Schlussfeier |
| Durham      | Cameron Indoor Stadium                 | Basketball                   |
| Durham      | Duke University Softball Stadium       | Softball                     |
| Durham      | Durham Bulls Athletic Park             | Baseball (Finale)            |
| Durham      | Durham County Memorial Stadium         | TBA                          |
| Greensboro  | Greensboro Complex                     | Schwimmen                    |
| Greensboro  | Greensboro Complex                     | Wasserball (Finale)          |
| Greensboro  | Greensboro Complex                     | Wasserspringen               |
| Greensboro  | Greensboro Complex                     | Kunstturnen                  |
| Greensboro  | Greensboro Complex                     | Rhythmische Sportgymnastik   |
| Greensboro  | Truist Stadium                         | Leichtathletik               |
| Raleigh     | North Campus Gym                       | Basketball (Vorrunden)       |
| Raleigh     | Lenovo Center                          | Basketball (Finale)          |
| Raleigh     | Raleigh Convention Center              | Fechten                      |
| Raleigh     | Raleigh Convention Center              | Judo                         |
| Raleigh     | Raleigh Convention Center              | Tischtennis                  |
| Raleigh     | Reynolds Coliseum                      | Basketball (Vorrunden)       |
| Raleigh     | WRAL Soccer Center                     | Bogenschießen                |